# Kampfgeschwader 157
157-ма бомбардувальна ескадра «Бельке» (нім. Kampfgeschwader 157 „Boelcke“ (KG 157) — бомбардувальна ескадра Люфтваффе, що існувала у складі повітряних сил вермахту напередодні Другої світової війни. 1 травня 1939 року її перейменували на 27-му бомбардувальну ескадру «Бельке» (KG 27).

## Історія
157-ма бомбардувальна ескадра заснована 1 квітня 1937 року шляхом перейменування 154-ї бомбардувальної ескадри (KG 154). Штаб ескадри був створений 1 квітня 1937 року на авіабазі Ганновер-Лангенгаген. I. група була сформована з колишньої I. групи KG 154 на авіабазі Ганновер-Лангенгаген. Колишня II./KG 154 у Вунсторфі стала II. групою ескадри шляхом перейменування, тоді як III. групу розгорнули на основі колишньої I./KG 254 у Дельменгорсті. Ескадра була оснащена Heinkel He 111.

## Командування

### Командири
- майор Ріхард Пуцір (1 квітня 1937 — 1 лютого 1939)
- оберст Ганс Берендт (1 лютого — 1 травня 1939)

### Командири I./KG 157
- оберстлейтенант Карл Ангерштайн (1 квітня — 30 червня 1937)
- оберстлейтенант Герберт Пфайффер (1 липня 1937 — 11 вересня 1938)

### Командири II./KG 157
- оберстлейтенант Геріберт Фюттерер (1 квітня — 1 квітня 1938)
- оберстлейтенант Арно де Саланж-Драббе (1 квітня 1938 — 1 травня 1939)

### Командири III./KG 157
- оберстлейтенант Отто Абернетті (1 квітня — 31 серпня 1937)
- оберст Отто Зоммер (1 квітня 1938 — 30 квітня 1939)

## Основні райони базування 157-ї бомбардувальної ескадри

### Основні райони базуванняштабуKG 157
| 1 квітня 1937 — 1 травня 1939 | Ганновер-Лангенгаген | He 111 |

### Основні райони базування I./KG 157
| 1 квітня 1937 — 1 травня 1939 | Ганновер-Лангенгаген | He 111 |

### Основні райони базування II./KG 157
| 1 квітня 1937 — 1 травня 1939 | Вунсторф | Ju 52, He 111 |

### Основні райони базування III./KG 157
| 1 квітня 1937 — 1 травня 1939 | Дельменгорст | Ju 52, He 111 |